# Podział administracyjny Kościoła katolickiego w Azji

## Afganistan
- Misja „sui iuris” Afganistanu (podległa bezpośrednio pod Stolicę Apostolską)

## Armenia
- Ordynariat Europy Wschodniej (obrządek ormiański)

## Azerbejdżan
- Prefektura apostolska Azerbejdżanu (podległa bezpośrednio pod Stolicę Apostolską)

## Brunei
- Wikariat apostolski Brunei (podległa bezpośrednio pod Stolicę Apostolską)

## Bangladesz

### Metropolia Dhaki
- Archidiecezja Dhaki
  - Diecezja Dinadźpur
  - Diecezja Mojmonszinho
  - Diecezja Radźszahi
  - Diecezja Srihotto

### Metropolia Ćottogramu
- Archidiecezja Ćottogramu
  - Diecezja Barisal
  - Diecezja Khulna

## Chiny

### Metropolia Anqing
- Archidiecezja Anqing
  - Diecezja Bengbu
  - Diecezja Wuhu

### Metropolia pekińska
- Archidiecezja pekińska
- Diecezja Anguo
- Diecezja Baoding
- Diecezja Chengde
- Diecezja Daming
- Diecezja Jingxian
- Diecezja tiencińska
- Diecezja Xianxian
- Diecezja Xingtai
- Diecezja Xuanhua
- Diecezja Yongnian
- Diecezja Yongping
- Diecezja Zhaoxian
- Diecezja Zhengding

### Metropolia Changsha
- Archidiecezja Changsha
  - Diecezja Changde
  - Diecezja Hengzhou
  - Diecezja Yuanling

### Metropolia Chongqing
- Archidiecezja Chongqing
  - Diecezja Chengdu
  - Diecezja Jiading
  - Diecezja Kangding
  - Diecezja Ningyuan
  - Diecezja Shunqing
  - Diecezja Suifu
  - Diecezja Wanxian

### Metropolia Fuzhou
- Archidiecezja Fuzhou
  - Diecezja Funing
  - Diecezja Tingzhou
  - Diecezja Xiamen

### Metropolia kantońska
- Archidiecezja kantońska
  - Diecezja Beihai
  - Diecezja Jiangmen
  - Diecezja Jiaying
  - Diecezja Hongkongu
  - Diecezja Shantou
  - Diecezja Shaoguan

### Metropolia Guiyang
- Archidiecezja Guiyang
  - Diecezja Anlong

### Metropolia Hangzhou
- Archidiecezja Hangzhou
  - Diecezja Lishui
  - Diecezja Ningbo
  - Diecezja Taizhou
  - Diecezja Yongjia

### Metropolia Hankou
- Archidiecezja Hankou
  - Diecezja Hanyang
  - Diecezja Laohekou
  - Diecezja Puqi
  - Diecezja Qichun
  - Diecezja Shinan
  - Diecezja Wuchang
  - Diecezja Xiangyang
  - Diecezja Yichang

### Metropolia Jinan
- Archidiecezja Jinan
  - Diecezja Caozhou
  - Diecezja Qingdao
  - Diecezja Yanggu
  - Diecezja Yantai
  - Diecezja Yanzhou
  - Diecezja Yizhou
  - Diecezja Zhoucun

### Metropolia Kaifeng
- Archidiecezja Kaifeng
  - Diecezja Jixian
  - Diecezja Luoyang
  - Diecezja Nanyang
  - Diecezja Shangqiu
  - Diecezja Xinyang
  - Diecezja Zhengzhou
  - Diecezja Zhumadian

### Metropolia Kunming
- Archidiecezja Kunming
  - Diecezja Dali

### Metropolia Lanzhou
- Archidiecezja Lanzhou
  - Diecezja Pingliang
  - Diecezja Qinzhou

### Metropolia Nanchang
- Archidiecezja Nanchang
  - Diecezja Ganzhou
  - Diecezja Ji’an
  - Diecezja Nancheng
  - Diecezja Yujiang

### Metropolia nankińska
- Archidiecezja nankińska
  - Diecezja Haimen
  - Diecezja szanghajska
  - Diecezja Suzhou
  - Diecezja Xuzhou

### Metropolia Nanning
- Archidiecezja nannińska
  - Diecezja Wuzhou

### Metropolia Shenyang
- Archidiecezja Shenyang
  - Diecezja Chifeng
  - Diecezja Fushun
  - Diecezja Jilin
  - Diecezja Rehe
  - Diecezja Siping
  - Diecezja Yanji
  - Diecezja Yingkou

### Metropolia Suiyuan
- Archidiecezja Suiyuan
  - Diecezja Jining
  - Diecezja Ningxia
  - Diecezja Xiwanzi

### Metropolia Taiyuan
- Archidiecezja Taiyuan
  - Diecezja Datong
  - Diecezja Fenyang
  - Diecezja Hongdong
  - Diecezja Lu’an
  - Diecezja Shuozhou
  - Diecezja Yuci

### Metropolia xi’ańska
- Archidiecezja xi’ańska
  - Diecezja Fengxiang
  - Diecezja Hanzhong
  - Diecezja Sanyuan
  - Diecezja Yan’an
  - Diecezja Zhouzhi

### Podległe bezpośrednio Stolicy Apostolskiej
- - Diecezja Makau
  - Administratura apostolska Harbinu
  - Prefektura apostolska Baojing
  - Prefektura apostolska Guilin
  - Prefektura apostolska Hajnan
  - Prefektura apostolska Haizhou
  - Prefektura apostolska Jiamusi
  - Prefektura apostolska Jian’ou
  - Prefektura apostolska Lindong
  - Prefektura apostolska Linqing
  - Prefektura apostolska Lixian
  - Prefektura apostolska Qiqihar
  - Prefektura apostolska Shaowu
  - Prefektura apostolska Shashi
  - Prefektura apostolska Shiqian
  - Prefektura apostolska Suixian
  - Prefektura apostolska Tongzhou
  - Prefektura apostolska Tunxi
  - Prefektura apostolska Weihaiwei
  - Prefektura apostolska Xiangtan
  - Prefektura apostolska Xing’anfu
  - Prefektura apostolska Xining
  - Prefektura apostolska Xinjiang
  - Prefektura apostolska Xinxiang
  - Prefektura apostolska Yangzhou
  - Prefektura apostolska Yiduxian
  - Prefektura apostolska Yongzhou
  - Prefektura apostolska Yueyang
  - Prefektura apostolska Zhaotong

### Katolickie Kościoły wschodnie
- Egzarchat apostolski Harbinu

## Cypr
- Maronicka archieparchia Cypru

## Filipiny

### Metropolia Caceres
- Archidiecezja Caceres
  - Diecezja Daet
  - Diecezja Legazpi
  - Diecezja Masbate
  - Diecezja Sorsogon
  - Diecezja Virac
  - Diecezja Libmanan

### Metropolia Cagayan de Oro
- Archidiecezja Cagayan de Oro
  - Diecezja Butuan
  - Diecezja Malaybalay
  - Diecezja Surigao
  - Diecezja Tandag

### Metropolia Capiz
- Archidiecezja Capiz
  - Diecezja Kalibo
  - Diecezja Romblon

### Metropolia Cebu
- Archidiecezja Cebu
  - Diecezja Dumaguete
  - Diecezja Maasin
  - Diecezja Tagbilaran
  - Diecezja Talibon

### Metropolia Cotabato
- Archidiecezja Cotabato
  - Diecezja Kidapawan
  - Diecezja Marbel

### Metropolia Davao
- Archidiecezja Davao
  - Diecezja Digos
  - Diecezja Mati
  - Diecezja Tagum

### Metropolia Jaro Iloilo
- Archidiecezja Jaro
  - Diecezja Bacolod
  - Diecezja Kabankalan
  - Diecezja San Carlos
  - Diecezja San Jose de Antique

### Metropolia Lingayen-Dagupan
- Archidiecezja Lingayen-Dagupan
  - Diecezja Alaminos
  - Diecezja Cabanatuan
  - Diecezja San Fernando de La Union
  - Diecezja San Jose de Nueva Ecija
  - Diecezja Urdaneta

### Metropolia Lipa
- Archidiecezja Lipa
  - Diecezja Boac
  - Diecezja Gumaca
  - Diecezja Lucena
    - Prałatura terytorialna Infanta

### Metropolia Manili
- Archidiecezja Manili
  - Diecezja Antipolo
  - Diecezja Cubao
  - Diecezja Imus
  - Diecezja Kalookan
  - Diecezja Malolos
  - Diecezja Novaliches
  - Diecezja Parañaque
  - Diecezja Pasig
  - Diecezja San Pablo

### Metropolia Nueva Segovia
- Archidiecezja Nueva Segovia
  - Diecezja Baguio
  - Diecezja Bangued
  - Diecezja Laoag
  - Prałatura terytorialna Batanes

### Metropolia Ozamiz
- Archidiecezja Ozamiz
  - Diecezja Dipolog
  - Diecezja Iligan
  - Diecezja Pagadian
    - Prałatura terytorialna Marawi

### Metropolia Palo
- Archidiecezja Palo
  - Diecezja Borongan
  - Diecezja Calbayog
  - Diecezja Catarman
  - Diecezja Naval

### Metropolia San Fernando
- Archidiecezja San Fernando
  - Diecezja Balanga
  - Diecezja Iba
  - Diecezja Tarlac

### Metropolia Tuguegarao
- Archidiecezja Tuguegarao
  - Diecezja Bayombong
  - Diecezja Ilagan

### Metropolia Zamboanga
- Archidiecezja Zamboanga
  - Diecezja Ipil
  - Prałatura terytorialna Isabela

### Jednostki podległe bezpośrednio do Stolicy Apostolskiej
- Wikariat apostolski Bontoc-Lagawe
- Wikariat apostolski Calapan
- Wikariat apostolski Jolo
- Wikariat apostolski Puerto Princesa
- Wikariat apostolski San Jose in Mindoro
- Wikariat apostolski Tabuk
- Wikariat apostolski Taytay
- Ordynariat Polowy Filipin

## Gruzja
- Administratura apostolska Kaukazu (obejmuje także obszar Armenii; podległa bezpośrednio pod Stolicę Apostolską)

## Indie

### Jednostki administracyjne Kościoła katolickiego obrządku łacińskiego w Indiach

#### Metropolia Agra
- Archidiecezja Agra
  - Diecezja Ajmer
  - Diecezja Allahabad
  - Diecezja Bareilly
  - Diecezja Jaipur
  - Diecezja Jhansi
  - Diecezja Lucknow
  - Diecezja Meerut
  - Diecezja Udaipur
  - Diecezja Varanasi

#### Metropolia Bangalore
- Archidiecezja Bangalore
  - Diecezja Belgaum
  - Diecezja Bellary
  - Diecezja Chikmagalur
  - Diecezja Gulbarga
  - Diecezja Karwar
  - Diecezja Mangalore
  - Diecezja Mysore
  - Diecezja Shimoga
  - Diecezja Udupi

#### Metropolia Bhopal
- Archidiecezja Bhopal
  - Diecezja Gwalior
  - Diecezja Indore
  - Diecezja Jabalpur
  - Diecezja Jhabua
  - Diecezja Khandwa

#### Metropolia Bombaju
- Archidiecezja bombajska
  - Diecezja Naszik
  - Diecezja Puna
  - Diecezja Vasai

#### Metropolia Delhi
- Archidiecezja Delhi
  - Diecezja Dżammu-Śrinagar
  - Diecezja Jalandhar
  - Diecezja Szimla i Czandigarh

#### Metropolia Gandhinagar
- Archidiecezja Gandhinagar
  - Diecezja Ahmedabad
  - Diecezja Baroda

#### Metropolia Goa i Damanu
- Archidiecezja Goa i Damanu
- Diecezja Sindhudurg

#### Metropolia Guwahati
- Archidiecezja Guwahati
- Diecezja Bongaigaon
- Diecezja Dibrugarh
- Diecezja Diphu
- Diecezja Itanagar
- Diecezja Miao
- Diecezja Tezpur

#### Metropolia Hajdarabad
- Archidiecezja Hajdarabad
- Diecezja Cuddapah
- Diecezja Khammam
- Diecezja Kurnool
- Diecezja Nalgonda
- Diecezja Warangal

#### Metropolia Imphal
- Archidiecezja Imphal
- Diecezja Kohima

#### Metropolia kalkucka
- Archidiecezja kalkucka
  - Diecezja Asansol
  - Diecezja Bagdogra
  - Diecezja Baruipur
  - Diecezja Dardżyling (obejmuje także terytorium Bhutanu)
  - Diecezja Jalpaiguri
  - Diecezja Krisznagar
  - Diecezja Raiganj

#### Metropolia Cuttack-Bhubaneswar
- Archidiecezja Cuttack-Bhubaneswar
  - Diecezja Balasore
  - Diecezja Berhampur
  - Diecezja Rayagada
  - Diecezja Rourkela
  - Diecezja Sambalpur

#### Metropolia Madrasu i Myliaporu
- Archidiecezja Madrasu i Myliaporu
  - Diecezja Chingleput
  - Diecezja Coimbatore
  - Diecezja Ootacamund
  - Diecezja Vellore

#### Metropolia Maduraj
- Archidiecezja Maduraj
  - Diecezja Dindigul
  - Diecezja Kottar
  - Diecezja Kuzhithurai
  - Diecezja Palayamkottai
  - Diecezja Sivagangai
  - Diecezja Trichy
  - Diecezja Tuticorin

#### Metropolia Nagpur
- Archidiecezja Nagpur
  - Diecezja Amravati
  - Diecezja Aurangabad

#### Metropolia Patna
- Archidiecezja Patna
  - Diecezja Bettiah
  - Diecezja Bhagalpur
  - Diecezja Buxar
  - Diecezja Muzaffarpur
  - Diecezja Purnea

#### Metropolia Puducherry i Cuddalore
- Archidiecezja Puducherry i Cuddalore
  - Diecezja Dharmapuri
  - Diecezja Kumbakonam
  - Diecezja Salem
  - Diecezja Tanjore

#### Metropolia Raipur
- Archidiecezja Raipur
  - Diecezja Ambikapur
  - Diecezja Jaszpur
  - Diecezja Raigarh

#### Metropolia Ranchi
- Archidiecezja Ranchi
  - Diecezja Daltonganj
  - Diecezja Dumka
  - Diecezja Gumla
  - Diecezja Hazaribag
  - Diecezja Jamshedpur
  - Diecezja Khunti
  - Diecezja Port Blair
  - Diecezja Simdega

#### Metropolia Shillong
- Archidiecezja Shillong
  - Diecezja Agartala
  - Diecezja Aizawl
  - Diecezja Jowai
  - Diecezja Nongstoin
  - Diecezja Tura

#### Metropolia Trivandrum (łacińska)
- Archidiecezja Trivandrum
  - Diecezja Alleppey
  - Diecezja Neyyatinkara
  - Diecezja Punalur
  - Diecezja Quilon

#### Metropolia Werapoly
- Archidiecezja Werapoly
  - Diecezja Kalikat
  - Diecezja Koczin
  - Diecezja Kannur
  - Diecezja Kottapuram
  - Diecezja Sultanpet
  - Diecezja Vijayapuram

#### Metropolia Wisakhapatnam
- Archidiecezja Wisakhapatnam
  - Diecezja Eluru
  - Diecezja Guntur
  - Diecezja Nellore
  - Diecezja Srikakulam
  - Diecezja Vijayawada
- Patriarchat tytularny Wschodnich Indii

### Syromalabarski Kościół katolicki

#### Metropolia Changanacherry
- Archieparchia Changanacherry
  - Eparchia Kanjirapally
  - Eparchia Palai
  - Eparchia Thuckalay

#### Metropolia Ernakulam–Angamaly
- Archieparchia Ernakulam-Angamaly
  - Eparchia Idukki
  - Eparchia Kothamangalam

#### Metropolia Kottayam
- Archieparchia Kottayam

#### Metropolia Tellicherry
- Archieparchia Tellicherry
  - Eparchia Belthangady
  - Eparchia Bhadravathi
  - Eparchia Mananthavady
  - Eparchia Mandya
  - Eparchia Thamarasserry

#### Metropolia Trichur
- Archieparchia Trichur
  - Eparchia Irinjalakuda
  - Eparchia Palghat
  - Eparchia Ramanathapuram

#### Eparchie podległe pod rzymskokatolicką metropolię Agra
- Eparchia Bijnor
- Eparchia Gorakhpur

#### Eparchie podległe pod rzymskokatolicką metropolię Bhopal
- Eparchia Sagar
- Eparchia Satna
- Eparchia Ujjain

#### Eparchie podległe pod rzymskokatolicką metropolię Bombaj
- Eparchia Kalyan

#### Eparchie podległe pod rzymskokatolicką metropolię Gandhinagar
- Eparchia Rajkot

#### Eparchie podległe pod rzymskokatolicką metropolię Hajdarabad
- Eparchia Adilabad

#### Eparchie podległe pod rzymskokatolicką metropolię Nagpur
- Eparchia Chanda

#### Eparchie podległe pod rzymskokatolicką metropolię Raipur
- Eparchia Jagdalpur

#### Eparchie podległe bezpośrednio pod Stolicę Apostolską
- Eparchia Faridabad
- Eparchia Hosur
- Eparchia Shamshabad

### Syromalankarski Kościół katolicki

#### Metropolia Trivandrum
- Archieparchia Trivandrum
  - Eparchia Marthandom
  - Eparchia Mavelikara
  - Eparchia Pathanamthitta

#### Metropolia Tiruvalla
- Archieparchia Tiruvalla
  - Eparchia Battery
  - Eparchia Muvattupuzha
  - Eparchia Puthur

#### Bezpośrednio pod Stolicę Apostolską
- Eparchia św. Jana Chryzostoma w Gurgaon
- Eparchia św. Efrema w Khadki

## Indonezja

### Metropolia Ende
- Archidiecezja Ende
  - Diecezja Denpasar
  - Diecezja Labuan Bajo
  - Diecezja Larantuka
  - Diecezja Maumere
  - Diecezja Ruteng

### Metropolia Dżakarty
- Archidiecezja dżakarcka
  - Diecezja Bandung
  - Diecezja Bogor

### Metropolia Kupang
- Archidiecezja Kupang
  - Diecezja Atambua
  - Diecezja Weetebula

### Metropolia Makassar
- Archidiecezja Makassar
  - Diecezja Amboina
  - Diecezja Manado

### Metropolia Medan
- Archidiecezja Medan
  - Diecezja Padang
  - Diecezja Sibolga

### Metropolia Merauke
- Archidiecezja Merauke
  - Diecezja Agats
  - Diecezja Jayapura
  - Diecezja Manokwari-Sorong
  - Diecezja Timika

### Metropolia Palembang
- Archidiecezja Palembang
  - Diecezja Pangkalpinang
  - Diecezja Tanjungkarang

### Metropolia Pontianak
- Archidiecezja Pontianak
  - Diecezja Ketapang
  - Diecezja Sanggau
  - Diecezja Sintang

### Metropolia Samarinda
- Archidiecezja Samarinda
  - Diecezja Banjarmasin
  - Diecezja Palangkaraya
  - Diecezja Tanjung Selor

### Metropolia Semarang
- Archidiecezja Semarang
  - Diecezja Malang
  - Diecezja Purwokerto
  - Diecezja Surabaya

### Diecezjebezpośrednio podległedoStolicy Apostolskiej
- Ordynariat Polowy Indonezji

## Irak

### Obrządek chaldejski
- Archieparchia Irbilu
- Diecezja Akry
- Diecezja Alkusz
- Archidiecezja Bagdadu
- Archieparchia Basry
- Diecezja Dahuk
- Archidiecezja Kirkuk-Sulajmanijja
- Archieparchia Mosulu
- Diecezja Zachu

### Obrządek ormiański
- Archieparchia Bagdadu (ormiańskokatolicka)

### Obrządek syryjski
- Archieparchia Adiabene-Irbilu
- Archidiecezja Bagdadu (syryjska)
- Archieparchia Mosulu (syryjskokatolicka)
- egzarchat patriarszy Basry i Kuwejtu (obejmuje też obszar Kuwejtu)

### Obrządek łaciński
- Archidiecezja bagdadzka (podległa bezpośrednio pod Stolicę Apostolską)

### Obrządek melchicki
- Melchicki egzarchat Iraku

## Iran

### Kościół chaldejski
- Archidiecezja Teheranu
- Archidiecezja Urmii
- Archieparchia Ahwazu
- Diecezja Salmas

### Kościół katolicki obrządku ormiańskiego
- Eparchia Isfahanu, podległa metropolii patriarchatu cylicyjskiego

### Kościół łaciński
- Archidiecezja teherańsko-isfahańska, podległa bezpośrednio Stolicy Apostolskiej.

## Izrael

### Obrządek rzymskokatolicki
- Łaciński patriarchat Jerozolimy (siedziba w Autonomii Palestyńskiej; obejmuje obszar Izraela, Jordanii i Cypru)

### Obrządek ormiański
- Egzarchat patriarszy Jerozolimy i Ammanu (siedziba w Jordanii)

### Obrządek maronicki
- Archieparchia Hajfy i Ziemi Świętej
- Egzarchat patriarszy Jerozolimy i Palestyny (siedziba w Autonomii Palestyńskiej)

### Obrządek syryjski
- Egzarchat patriarszy Jerozolimy (obejmuje także terytorium Jordanii i Autonomii Palestyńskiej)

### Obrządek melchicki
- Archieparchia Akki
- Terytorium patriarsze Jerozolimy

## Japonia

### Metropolia Nagasaki
- Archidiecezja Nagasaki
- Diecezja Fukuoki
- Diecezja Kagoshimy
- Diecezja Naha
- Diecezja Ōity

### Metropolia Osaki
- Archidiecezja Osaki
- Diecezja Hiroszimy
- Diecezja Kioto
- Diecezja Nagoi
- Diecezja Takamatsu

### Metropolia Tokio
- Archidiecezja Tokio
- Diecezja Niigaty
- Diecezja Saitamy
- Diecezja Sapporo
- Diecezja Sendai
- Diecezja Jokohamy

## Jordania

### Obrządek rzymskokatolicki
- Łaciński patriarchat Jerozolimy (siedziba w Autonomii Palestyńskiej; obejmuje obszar Izraela, Jordanii i Cypru)

### Obrządek ormiański
- Egzarchat patriarchalny Ziemi Świętej i Jordanii

### Obrządek syryjski
- Egzarchat patriarszy Jerozolimy (obejmuje także terytorium Izraela  i Autonomii Palestyńskiej)

### Obrządek maronicki
- Egzarchat patriarszy Jordanii

### Obrządek chaldejski
- Terytorium patriarsze Jordanii

### Obrządek melchicki
- Archieparchia Petry i Filadelfii

## Kambodża

### Diecezjebezpośrednio podległedoStolicy Apostolskiej
- Wikariat apostolski Phnom Penh
- Prefektura apostolska Bătdâmbâng
- Prefektura apostolska Kompong Cham

## Kazachstan

### Metropolia Najświętszej Marii Panny w Astanie
- Archidiecezja Najświętszej Marii Panny w Astanie
  - Diecezja karagandyjska
  - Diecezja Trójcy Świętej w Ałmaty
  - Administratura apostolska Atyrau

### Obrządek bizantyjsko-ukraiński
- Administratura apostolska dla wiernych katolickich obrządku bizantyjskiego w Kazachstanie i Azji Środkowej (podległa bezpośrednio pod Stolicę Apostolską)

## Laos

### Diecezje podległebezpośredniodoStolicy Apostolskiej
- Wikariat apostolski Luang Prabang
- Wikariat apostolski Paksé
- Wikariat apostolski Savannakhet
- Wikariat apostolski Wientian

## Kirgistan
- Administratura apostolska Kirgistanu (podległa bezpośrednio pod Stolicę Apostolską)

## Korea

### Metropolia Gwangju
- Archidiecezja Gwangju
  - Diecezja Czedżu
  - Diecezja Jeonju

### Metropolia seulska
- Archidiecezja seulska (częściowo położona w Korei Północnej)
  - Diecezja Chuncheon (częściowo położona w Korei Północnej)
  - Diecezja Daejeon
  - Diecezja Hamhŭng (w całości położona w Korei Północnej)
  - Diecezja Inczon
  - Diecezja pjongjańska (w całości położona w Korei Północnej)
  - Diecezja Suwon
  - Diecezja Uijeongbu
  - Diecezja Wonju

### Metropolia Daegu
- Archidiecezja Daegu
  - Diecezja Andong
  - Diecezja Cheongju
  - Diecezja Masan
  - Diecezja Pusan

### Jednostki podległebezpośrednioStolicy Apostolskiej
- Ordynariat Polowy Korei
- Opactwo terytorialne Tŏkwon (w całości położone w Korei Północnej)

## Kuwejt
- Egzarchat patriarszy Kuwejtu (obrządek melchicki)

## Liban

### Obrządek łaciński
- Wikariat apostolski Bejrutu (podległa bezpośrednio pod Stolicę Apostolską)

### Obrządek maronicki
- Archieparchia Antiljas
- Maronicki patriarchat Antiochii
- Archieparchia Baalbek-Dajr al-Ahmar
- Eparchia Batrun
- Archieparchia Bejrutu
- Eparchia Byblos
- Eparchia Jebbeh–Sarba–Jounieh
- Eparchia Sydonu
- Archieparchia Trypolisu
- Archieparchia Tyru
- Eparchia Zahli

### Obrządek ormiański
- Patriarchat Cylicji
- Archieparchia Bejrutu

### Obrządek syryjski
- Syryjski patriarchat Antiochii
- Diecezja Bejrutu

### Metropolia Tyru
- Archidiecezja Tyru
- Archieparchia Banjas
- Archieparchia Sydonu
- Archieparchia Trypolisu Libańskiego

Podległe bezpośrednio patriarsze
- Archidiecezja Bejrutu i Dżubajl
- Archieparchia Zahli i Furzol

### Obrządek chaldejski
- Eparchia Bejrutu (chaldejska)

## Malezja

### Metropolia Kuala Lumpur
- Archidiecezja Kuala Lumpur
  - Diecezja Melaka-Johor
  - Diecezja Penang

### Metropolia Kuching
- Archidiecezja Kuching
  - Diecezja Miri
  - Diecezja Sibu

### Metropolia Kota Kinabalu
- Archidiecezja Kota Kinabalu
  - Diecezja Keningau
  - Diecezja Sandakan

## Mjanma

### Metropolia Mandalaj
- Archidiecezja Mandalaj
  - Diecezja Banmaw
  - Diecezja Hakha
  - Diecezja Kalay
  - Diecezja Lashio
  - Diecezja Myitkyina

### Metropolia Taunggyi
- Archidiecezja Taunggyi
  - Diecezja Kengtung
  - Diecezja Loikaw
  - Diecezja Pekhon
  - Diecezja Taungngu

### Metropolia Rangun
- Archidiecezja Rangun
  - Diecezja Hpa-an
  - Diecezja Mawlamyine
  - Diecezja Pathein
  - Diecezja Pyain

## Mongolia
- Prefektura apostolska Ułan Bator (podległa bezpośrednio pod Stolicę Apostolską)

## Nepal
- Wikariat apostolski Nepalu (podległa bezpośrednio pod Stolicę Apostolską)

## Pakistan

### Metropolia Karaczi
- Archidiecezja Karaczi
  - Diecezja hajdarabadzka

### Metropolia Lahaur
- Archidiecezja Lahaur
  - Diecezja Fajsalabad
  - Diecezja Islamabad-Rawalpindi
  - Diecezja Multan

## Półwysep Arabski
- Wikariat apostolski Arabii Południowej (Jemen, Oman, Zjednoczone Emiraty Arabskie)
- Wikariat apostolski Arabii Północnej (Arabia Saudyjska, Bahrajn, Katar, Kuwejt)

## Singapur
- Archidiecezja singapurska (podległa bezpośrednio pod Stolicę Apostolską)

## Sri Lanka

### Metropolia Kolombo
- Archidiecezja Kolombo (obejmuje także terytorium Malediwów)
  - Diecezja Anuradhapura
  - Diecezja Badulla
  - Diecezja Batticaloa
  - Diecezja Chilaw
  - Diecezja Galle
  - Diecezja Jaffna
  - Diecezja Kandy
  - Diecezja Kurunegala
  - Diecezja Mannar
  - Diecezja Ratnapura
  - Diecezja Trincomalee

## Syria

### Obrządek rzymskokatolicki
- Wikariat apostolski Aleppo (podległa bezpośrednio pod Stolicę Apostolską)

### Obrządek syryjski
- Archidiecezja Aleppo
- Archidiecezja Damaszku
- Archidiecezja Hassake-Nisibi
- Archidiecezja Himsu

### Obrządek chaldejski
- Eparchia Aleppo

### Obrządek ormiański
- Archieparchia Aleppo (ormiańskokatolicka)
- Eparchia Kamichlié
- Egzarchat Damaszku

### Obrządek melchicki
- Melchicki patriarchat Antiochii
- Archieparchia Aleppo
- Archidiecezja Bosry i Hauran
- Archidiecezja Damaszku
- Archidiecezja Himsu (melchicka)
- Archieparchia Latakii

### Obrządek maronicki
- Archieparchia Aleppo (maronicka)
- Archieparchia Damaszku (maronicka)
- Eparchia Latakii

## Tadżykistan
- Misja „sui iuris” Tadżykistanu (podległa bezpośrednio pod Stolicę Apostolską)

## Turkmenistan
- Misja „sui iuris” Turkmenistanu (podległa bezpośrednio pod Stolicę Apostolską)

## Tajlandia

### Metropolia Bangkok
- Archidiecezja Bangkok
  - Diecezja Chanthaburi
  - Diecezja Chiang Mai
  - Diecezja Nakhon Sawan
  - Diecezja Ratchaburi
  - Diecezja Surat Thani

### Metropolia Thare i Nonseng
- Archidiecezja Thare i Nonseng
  - Diecezja Nakhon Ratchasima
  - Diecezja Ubon Ratchathani
  - Diecezja Udon Thani

## Tajwan

### Metropolia Tajpej
- Archidiecezja Tajpej
  - Diecezja Xinzhu
  - Diecezja Hualian
  - Diecezja Kaohsiung
  - Diecezja Jiayi
  - Diecezja Taizhong
  - Diecezja Tainan

## Timor Wschodni

### Metropolia Dili
- Archidiecezja Dili
  - Diecezja Baucau
  - Diecezja Maliana

## Turcja

### Obrządek łaciński

#### Diecezje podległebezpośredniodoStolicy Apostolskiej
- Archidiecezja izmirska
- Wikariat apostolski Anatolii
- Wikariat apostolski Stambułu

### Obrządek ormiański
- Archieparchia Konstantynopola[1]

### Obrządek chaldejski
- Archieparchia Diyarbakır[2]

### Obrządek grecki
- Egzarchat apostolski Istambułu[3]

### Obrządek syryjski
- Egzarchat patriarszy Turcji[4]

## Uzbekistan
- Administratura apostolska Uzbekistanu (podległa bezpośrednio pod Stolicę Apostolską)

## Wietnam

### Metropolia Hanoi
- Archidiecezja Hanoi
  - Diecezja Bắc Ninh
  - Diecezja Bùi Chu
  - Diecezja Hải Phòng
  - Diecezja Hưng Hóa
  - Diecezja Lạng Sơn i Cao Bằng
  - Diecezja Phát Diệm
  - Diecezja Thái Bình
  - Diecezja Thanh Hóa
  - Diecezja Vinh
  - Diecezja Ha Tinh

### Metropolia Huế
- Archidiecezja Huế
  - Diecezja Ban Mê Thuột
  - Diecezja Đà Nẵng
  - Diecezja Kon Tum
  - Diecezja Nha Trang
  - Diecezja Quy Nhơn

### Metropolia Ho Chi Minh
- Archidiecezja Ho Chi Minh
  - Diecezja Bà Rịa
  - Diecezja Cần Thơ
  - Diecezja Đà Lạt
  - Diecezja Long Xuyên
  - Diecezja Mỹ Tho
  - Diecezja Phan Thiết
  - Diecezja Phú Cường
  - Diecezja Vĩnh Long
  - Diecezja Xuân Lộc